# Войцех Ястшембец
Во́йцех Ястше́мбец (около 1362, Лубнице — 2 сентября 1436 года, Мниховице) — польский римско-католический и государственный деятель, епископ познанский (1399—1412), краковский c 9 августа 1412 года по 9 июля 1423 года, архиепископ гнезненский с 9 июля 1423 года по 2 сентября 1436 год и примас Польши (1423—1436), канцлер великий коронный (1411—1423).

## Биография
Представитель польского шляхетского рода Ястржембцов собственного герба. Сын бедного шляхтича Джерслава Ястшембца. После окончания польского духовной семинарии в Кракове в 1384 году он был рукоположен в священники.
Работал при дворе польского короля Владислава Ягелло, был канцлером королевы Ядвиги Венгерской. В 1399 году от имени папы римского Бонифация IX крестил дочь Владислава Ягелло и Ядвиги — Эльжбету.
В 1401 году Войцех Ястшембец участвовал в подписании Виленско-Радомской унии между Польским королевством и Великим княжеством Литовским. В 1404—1408 годах он был посредником в спорах между Польшей и Тевтонским орденом.
Осенью 1413 года Войцех Ястшембец участвовал в подготовке и подписании Городельской унии (2 октября) между Польшей и Великим княжеством Литовским. Герб «Ястржембец» принял наместник полоцкий, боярин Ян Немира из Уселюба, ставший основателем рода Немировичей.
В 1416 году основал в Рытвянах замок и костёл Святого Войцеха. В 1421 году предоставил паулинам резиденцию в Лубницах.
25 июля 1434 года Войцех Ястшембец короновал в Вавельском кафедральном соборе нового польского короля Владислава Варненьчика. 31 декабря 1435 года он подписал мирный договор с Тевтонским орденом в Бжесць-Куявском.
Автор богословно-правовых трактатов.
В 1422 году по данным историка Яна Длугоша Войцех Ястшембец основал в Мазовии небольшой город недалеко от Шидловца и назвал его Ястшеб.
Принимал участие в заключении мирных договоров с тевтонскими крестоносцами на берегу озера Мельно (1422) и Бжесць-Куявском (1435).
Войцех Ястшембец был похоронен в монастырской церкви святых Петра и Павла в Бешове.